# Gama
Gama – szereg dźwięków ułożonych według reguł danej skali muzycznej, zaczynający się od konkretnego dźwięku, który zazwyczaj nadaje nazwę tak utworzonej gamie.
Gama różni się tym od tonacji, że mówiąc o niej, ma się na myśli jej uszeregowane dźwięki (np. dla C-dur: c1, d1, e1, f1, g1, a1, h1, c2). Tonacja zaś określa podstawowy materiał dźwiękowy dla utworu.

## Budowa gam durowych i molowych
Podobnie jak w przypadku skal, tak i w każdej gamie można wyróżnić tetrachordy oraz stopnie.